# Alfred von Lotzbeck

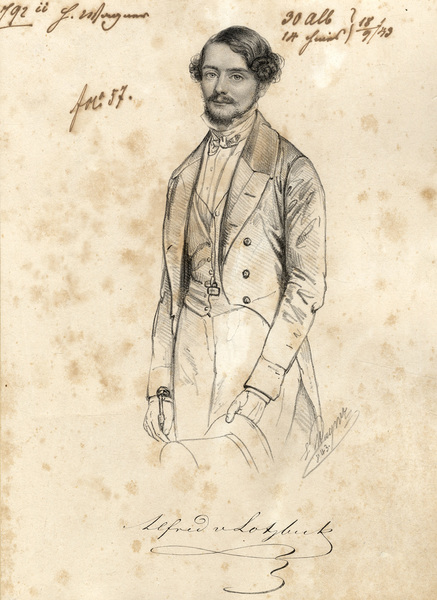

Alfred Freiherr von Lotzbeck auf Weyhern (* 5. Februar 1819; † 26. Oktober 1874) war ein Industrieller und Gutsherr, bayerischer Parlamentarier und Kunstsammler.

## Leben
Seine Eltern waren Karl Ludwig Freiherr von Lotzbeck (1786–1873) und Henriette († 1841), geb. Sautier. Er hatte zwei ältere Schwestern, Mathilde und Ida sowie einen jüngeren Halbbruder Eugen aus der zweiten Ehe seines Vaters. Karl Ludwig von Lotzbeck war ein Schnupftabakfabrikant in Lahr, badischer Grundherr und königlich-bayerischer Kämmerer. Ab 1819 war er Abgeordneter in der 2. Kammer Bayerns und ab 1834 erblicher Reichsrath, bis er 1848 zugunsten seines Sohnes Alfred auf den Sitz verzichtete.
Der studierte Jurist evangelischen Bekenntnisses Alfred von Lotzbeck wurde 1838 als königlicher Kammerjunker in den Staatsdienst übernommen. Lotzbeck war verheiratet mit Henriette Clémentine Mallet (1829–1853). Das einzige Kind aus dieser Ehe war die 1852 geborene Tochter Laura.
Der Industrielle und Tabakfabrikant war begütert in den Hofmarken Weyhern und Nannhofen bei Fürstenfeldbruck, in Eisolzried bei Dachau sowie auf dem Rittergut Hardt bei Schwabmünchen. Als Gutsbesitzer in Schwaben, Oberbayern und Baden gehörte er der „Gesellschaft deutscher Land- und Forstwirte“ an. Er war Mitbegründer der Bayerischen Hypotheken- und Wechselbank.
Politisch machte Lotzbeck seinen Einfluss als großherzoglich badischer Kammerherr, als Mitglied im bayerischen Parlament und in der Kammer der Reichsräte von 1848 bis 1874 als erblicher Reichsrat geltend. Er reiste um 1840 nach Rom. 1848 war er Mitglied des Vorparlaments und nahm er als Vertreter Bayerns teil an den Verhandlungen des ersten deutschen Parlaments in Frankfurt am Main.
Er pflegte internationale Kontakte und empfing Gäste wie den Dichter und Gelehrten Henri Blaze de Bury (1813–1888) und den Schriftsteller John Aiton (1797–1863) aus Edinburgh. Seit 1854 war er Ehrenmitglied der Bayerischen Akademie der Wissenschaften.

## Die Kunstsammlung
Von Lotzbeck begründete in Schloss Weyhern eine reiche Bibliothek und eine Kunstsammlung mit dem Schwerpunkt auf der Malerei und der Graphik des 19. Jahrhunderts. 1890 wurde die Lotzbeck'schen Gemäldesammlung nach München verlegt und ging später in die Alte Pinakothek ein. Schwerpunkt der Sammlung war die Kunst des 19. Jahrhunderts, stark vertreten sind die Nazarener.
Außerdem gehörten Bilder von David Teniers d. J., Antonello da Messina, Jacopo Bassano, Bronzino, Bartholomäus Bruyn, Jakob Seisenegger und Barthel Beham zur Sammlung. Seine Kunstsammlungen wurden seit 1890 im ehemaligen Gartensalon am Karolinenplatz 3 gezeigt. 1890 wurde die Lotzbeck'schen Gemäldesammlung nach München verlegt, wo sie in die Alte Pinakothek einging.
Lotzbeck war Mitglied des Münchener Kunstvereins. und Ehrenmitglied des Clubs von l'Union in Paris.